# Resident Evil 5
Resident Evil 5 (バイオハザード5) là trò chơi điện tử bắn súng góc nhìn người thứ ba do hãng Capcom phát triển và phát hành cho hệ PlayStation 3, Xbox 360 và Microsoft Windows vào năm 2009. Đây là tựa thứ 5 trong dòng trò chơi Biohazard đã phát hành vào ngày 05 tháng 3 năm 2009.
Lấy bối cảnh 5 năm sau các sự kiện trong Resident Evil 4, cốt truyện xoay quanh hai nhân vật Chris Redfield và Sheva Alomar được gửi đến Kijuju một địa điểm viễn tưởng tại châu Phi để tìm hiểu thông tin về mối đe doạ khủng bố sinh học khi thông tin về một loại vũ khí sinh học mới đang được bán tại đây. Khi đến nơi họ nhận thấy một loại ký sinh có thể khống chế vật chủ chỉ trong thời gian ngắn mới đang hoành hành trong khu vực, không giống như zombie trước đó các vật chủ loại mới có thể phối hợp tấn công, hai vật đã nhận nhiệm vụ tìm cho ra nguồn gốc của loại ký sinh này. Thông qua các nhiệm vụ Chris nhận ra các manh mối dẫn đến kẻ thù cũ của mình là Albert Wesker. Hai nhân vật sẽ chiến đấu theo cặp khi người chơi chọn một nhân vật để điều khiển thì nhân vật còn lại sẽ hỗ trợ chiến đấu cả hai sẽ hỗ trợ nhau như chiến đấu, giúp nhân vật thoát ra khi bị đối phương kẹp, cấp cứu khi máu xuống quá thấp... Khi bắt đầu mỗi màn người chơi có thể chọn mang theo những loại vũ khí và đạn dược gì trong 9 ô cho nhân vật mà mình điều khiển cũng như nhân vật hỗ trợ. Các nhân vật có thể dùng tiền kiếm được sau các nhiệm vụ hay bán các đồ vật có giá trị tìm thấy trong màn chơi để mua và nâng cấp vũ khí. Trò chơi có nhiều cảnh buộc phải nhanh tay nhấn các nút nhất là trong các đoạn phim hay đấu với trùm.
Tác phẩm đã nhận được nhiều đánh giá tích cực từ các nguồn đánh giá chuyên về trò chơi điện tử. Đây là trò chơi được xem là bán chạy nhất của Capcom tính đến tháng 10 năm 2013 với 6,5 triệu bản được tiêu thụ trên các hệ máy. Phiên bản tiếp theo là Resident Evil 6 đã phát hành vào ngày 02 tháng 10 năm 2012.

## Phát triển
Biohazard 5 được thực hiện dưới chỉ đạo của Takeuchi Jun người từng đạo diễn Onimusha và Lost Planet Extreme Condition còn Anpo Yasuhiro người từng nhận nhiệm vụ quảng bá cho Biohazard 2 cũng như đầu tư cho Biohazard 4 đã nhận nhiệm vụ giám sát dự án, một số nhân viên tham gia phát triển các tựa Biohazard trước cũng tham gia phát triển trò chơi nhưng hầu hết thì đang bận tham gia phát triển Biohazard Umbrella Chronicles. Việc phát triển trò chơi được thực hiện trong khoảng 3 năm với 110 nhân viên đã làm việc trong dự án này lúc cao điểm. Takeuchi nói rằng rất nhiều phim với nhiều cảnh đã truyền cảm hứng cho nhóm trong việc thực hiện trò chơi còn Lost Planet đã cho ông kinh nghiệm phát triển sản phẩm trên nhiều hệ máy.
Trong cuộc phỏng vấn với 1Up, đạo diễn Anpo Yasuhiro đã trả lời rằng nhóm đã lên kế hoạch chủ động làm cho trò "hơi ngắn" so với Biohazard 4 vì thấy Biohazard 4 khá dài nhưng không gây hưng phấn nhiều nên đã chọn phát triển con đường ngắn nhưng vô cùng phấn khích và nhiều hành động hơn. Các tựa trước đó trong dòng trò chơi này diễn ra về đêm nhưng nhóm đã quyết định chọn thử thách mới là chuyển nó lên ban ngày để xem thử có còn kinh dị được không cũng như công nghệ đồ hoạ mới đã cho phép làm như thế. Trò chơi sử dụng kỹ thuật motion capture để làm cho các cử động trông thực tế, cách điệu hay đơn giản là sống động hơn, nhưng với các cử động không thể thực hiện trong thực tế như việc nhảy từ toà nhà này sang toà nhà khác thì các cử động này phải được thực hiện bằng tay.

## Phát hành
Biohazard 5 đã được Capcom công bố từ ngày 20 tháng 7 năm 2005, các đoạn phim giới thiệu đã được tung ra sau đó từ năm 2007. Bản demo cho hệ Xbox 360 đã được tung ra vào ngày 05 tháng 12 năm 2008 tại Nhật Bản và hệ PlayStation 3 thì vào ngày 02 tháng 2 năm 2009, hơn 4 triệu lượt đã tải các bản demo này về trên toàn thế giới tính đến ngày 24 tháng 2 năm 2009 với hơn 1,8 triệu lượt tải chỉ trong 3 ngày đầu tiên.
Trò chơi đã phát hành trên hệ PlayStation 3 và Xbox 360 đã phát hành vào ngày 05 tháng 3 năm 2009, phiên bản cho hệ máy tính cá nhân đã phát hành vào ngày 17 tháng 9 năm 2009. Capcom đã mở Game Spaces dành riêng cho hệ PlayStation 3 tại hệ thống mạng xã hội 3D trực quan PlayStation Home, khu vực này chỉ hiển thị cho những người đã mua trò chơi.
Phiên bản Alternative Edition (オルタナティブ エディション) đã phát hành vào ngày 18 tháng 2 năm 2010 cho hệ PS3, phiên bản này chứa những tính năng mở rộng là Lost in Nightmares, Desperate Escape, Versus và The Mercenaries Reunion. Những tính năng mở rộng này cũng được phân phối trực tuyến thành các bản mở rộng dùng để tải về cho những người không mua phiên bản này. Điểm khác nhau của phiên bản Alternative ở các hệ máy là PlayStation 3 tích hợp sẵn các tính năng mới còn với Xbox 360 thì người chơi sẽ phải tự tải các tính năng này về nhưng sẽ được miễn phí. Phiên bản này bắt đầu được phân phối cho cho hệ máy tính cá nhân từ ngày 26 tháng 6 năm 2015.

## Âm nhạc
Các bản nhạc dùng trong trò chơi chủ yếu được soạn bởi Suzuki Kota, một số bản được soạn bởi Okugawa Hideki, Narita Akihiko và Kobuchi Seiko. Theo Suzuki thì việc chuyển thời gian diễn ra các sự kiện lên ban ngày không ảnh hưởng nhiều đến việc soạn nhạc mặc dù nó đã đòi hỏi phải có một sự cân bằng tốt hơn giữa các hiệu ứng âm thanh và những gì đang diễn ra trên màn hình do có thể nhìn thấy nhiều chi tiết hơn. Các bản nhạc của ông chủ yếu là điện tử nhưng cũng có 15 phút cho nhạc giao hưởng, các bản nhạc này được ghi âm ở Newman Scoring Stage của 20th Century Fox Studios tại Los Angeles với phần trình diễn của dàn nhạc Hollywood Studio Symphony. Hokoyama Wataru cũng góp vào vài bản nhạc với dàn giao hưởng của riêng mình. Capcom muốn ghi âm tại Los Angeles là vì công ty muốn có các bản nhạc theo phong cách Hollywood để tăng tính phim ảnh cùng độ hấp dẫn của trò chơi trên thị trường quốc tế. Album chứa các bản nhạc dùng trong trò chơi đã phát hành vào ngày 05 tháng 3 năm 2009.
| Biohazard 5 Original Soundtrack (バイオハザード5 オリジナル・サウンドトラック) | Biohazard 5 Original Soundtrack (バイオハザード5 オリジナル・サウンドトラック) | Biohazard 5 Original Soundtrack (バイオハザード5 オリジナル・サウンドトラック) |
| STT                                                                            | Nhan đề                                                                        | Thời lượng                                                                     |
| ------------------------------------------------------------------------------ | ------------------------------------------------------------------------------ | ------------------------------------------------------------------------------ |
| 1.                                                                             | "Title Movie"                                                                  | 0:20                                                                           |
| 2.                                                                             | "Opening -Chris's Arrival- (Original Ver.)"                                    | 3:42                                                                           |
| 3.                                                                             | "Item Box"                                                                     | 1:38                                                                           |
| 4.                                                                             | "New Fear"                                                                     | 1:59                                                                           |
| 5.                                                                             | "Magic Act"                                                                    | 0:31                                                                           |
| 6.                                                                             | "The Butcher"                                                                  | 0:36                                                                           |
| 7.                                                                             | "The Town"                                                                     | 1:49                                                                           |
| 8.                                                                             | "First Encounter"                                                              | 1:08                                                                           |
| 9.                                                                             | "Majini I"                                                                     | 1:56                                                                           |
| 10.                                                                            | "Hospitality"                                                                  | 1:08                                                                           |
| 11.                                                                            | "Majini II"                                                                    | 2:17                                                                           |
| 12.                                                                            | "Game Over"                                                                    | 0:16                                                                           |
| 13.                                                                            | "Damsel in Distress"                                                           | 0:30                                                                           |
| 14.                                                                            | "Majini III"                                                                   | 2:55                                                                           |
| 15.                                                                            | "A Piece of the Puzzle"                                                        | 1:07                                                                           |
| 16.                                                                            | "Unidentified Threat"                                                          | 0:46                                                                           |
| 17.                                                                            | "An Emergency (Digital Ver.)"                                                  | 2:41                                                                           |
| 18.                                                                            | "The Storage Facility"                                                         | 0:57                                                                           |
| 19.                                                                            | "Result"                                                                       | 1:08                                                                           |
| 20.                                                                            | "The Ripper"                                                                   | 0:28                                                                           |
| 21.                                                                            | "Executioner"                                                                  | 2:01                                                                           |
| 22.                                                                            | "The Crisis ~Reinforcements Arrive"                                            | 2:02                                                                           |
| 23.                                                                            | "Voice of The Darkness"                                                        | 1:56                                                                           |
| 24.                                                                            | "Terror from Above"                                                            | 0:52                                                                           |
| 25.                                                                            | "Flying Nightmare"                                                             | 1:49                                                                           |
| 26.                                                                            | "Pursuer and The Pursued"                                                      | 1:51                                                                           |
| 27.                                                                            | "Shaking off The Majini"                                                       | 0:40                                                                           |
| 28.                                                                            | "Grand Resurgence"                                                             | 1:31                                                                           |
| 29.                                                                            | "Burning with Anger"                                                           | 2:48                                                                           |
| 30.                                                                            | "Delta Team's Distress ~New Decision"                                          | 1:19                                                                           |
| 31.                                                                            | "Shadows of the Past"                                                          | 2:55                                                                           |
| 32.                                                                            | "Eerie Stillness"                                                              | 1:33                                                                           |
| 33.                                                                            | "Majini IV"                                                                    | 1:22                                                                           |
| 34.                                                                            | "Majini V"                                                                     | 2:29                                                                           |
| 35.                                                                            | "Unite but"                                                                    | 1:10                                                                           |
| 36.                                                                            | "Too Late"                                                                     | 0:45                                                                           |
| 37.                                                                            | "Get out!"                                                                     | 2:34                                                                           |
| 38.                                                                            | "Majini's Trap I"                                                              | 1:59                                                                           |
| 39.                                                                            | "The Patrol Boat"                                                              | 2:46                                                                           |
| 40.                                                                            | "Evil Mutation"                                                                | 3:41                                                                           |
| 41.                                                                            | "A New Clue"                                                                   | 1:13                                                                           |
| 42.                                                                            | "Ancient Noise"                                                                | 2:11                                                                           |
| 43.                                                                            | "Majini VI"                                                                    | 2:29                                                                           |
| 44.                                                                            | "Majini's Trap II"                                                             | 1:17                                                                           |
| 45.                                                                            | "Excella and Wesker"                                                           | 2:08                                                                           |
| 46.                                                                            | "Underground Garden"                                                           | 1:30                                                                           |
| 47.                                                                            | "The Claw"                                                                     | 2:18                                                                           |
| 48.                                                                            | "Huge Facility ~And then"                                                      | 1:10                                                                           |
| 49.                                                                            | "Gigantic Attack"                                                              | 3:14                                                                           |
| 50.                                                                            | "The Enigma"                                                                   | 1:26                                                                           |
| 51.                                                                            | "Majini VII"                                                                   | 2:38                                                                           |
| 52.                                                                            | "Haze of Horror"                                                               | 2:08                                                                           |
| 53.                                                                            | "UROBOROS"                                                                     | 2:23                                                                           |
| 54.                                                                            | "The Mask"                                                                     | 2:22                                                                           |
| 55.                                                                            | "Two on Two"                                                                   | 3:08                                                                           |
| 56.                                                                            | "Old Friends, New Enemies"                                                     | 1:51                                                                           |
| 57.                                                                            | "Sad but true"                                                                 | 3:32                                                                           |
| 58.                                                                            | "Trust"                                                                        | 2:02                                                                           |
| 59.                                                                            | "The Tanker"                                                                   | 0:28                                                                           |
| 60.                                                                            | "Majini VIII"                                                                  | 2:53                                                                           |
| 61.                                                                            | "Shot or Death"                                                                | 2:18                                                                           |
| 62.                                                                            | "A New Nightmare Begins"                                                       | 2:15                                                                           |
| 63.                                                                            | "Fragment of Fears"                                                            | 1:31                                                                           |
| 64.                                                                            | "The Sign"                                                                     | 2:38                                                                           |
| 65.                                                                            | "A Big Despair (Digital Ver.)"                                                 | 2:56                                                                           |
| 66.                                                                            | "Message"                                                                      | 1:32                                                                           |
| 67.                                                                            | "Majini IX -in flames-"                                                        | 3:37                                                                           |
| 68.                                                                            | "Rematch"                                                                      | 2:00                                                                           |
| 69.                                                                            | "Wind of Madness (Digital Ver.)"                                               | 4:13                                                                           |
| 70.                                                                            | "The Vulnerability"                                                            | 1:38                                                                           |
| 71.                                                                            | "Sky-high Skirmish"                                                            | 3:08                                                                           |
| 72.                                                                            | "The Final Curtain"                                                            | 1:19                                                                           |
| 73.                                                                            | "Deep Ambition (Digital Ver.)"                                                 | 3:27                                                                           |
| 74.                                                                            | "Striker"                                                                      | 1:07                                                                           |
| 75.                                                                            | "Homeward Bound!"                                                              | 1:04                                                                           |
| 76.                                                                            | "Pray -Theme Song- (Original Ver.)"                                            | 3:23                                                                           |
| 77.                                                                            | "Plan of Uroboros (Digital Ver.)"                                              | 3:25                                                                           |
| 78.                                                                            | "Menu"                                                                         | 2:07                                                                           |
| 79.                                                                            | "Viewer"                                                                       | 2:02                                                                           |
| 80.                                                                            | "Colors"                                                                       | 1:40                                                                           |
| 81.                                                                            | "Assault Fire"                                                                 | 3:20                                                                           |
| 82.                                                                            | "Dreamy Loops"                                                                 | 0:57                                                                           |
| 83.                                                                            | "On the Bass"                                                                  | 1:09                                                                           |
| 84.                                                                            | "Rust in summer 2008"                                                          | 3:56                                                                           |
| 85.                                                                            | "KILLERS"                                                                      | 2:59                                                                           |
| 86.                                                                            | "Do you challenge Again?"                                                      | 1:01                                                                           |
| Tổng thời lượng:                                                               | Tổng thời lượng:                                                               | 2:48:58                                                                        |

## Đón nhận
Biohazard 5 đã nằm trong danh sách bán chạy nhất cho hệ PlayStation 3 tại Nhật Bản trong hai tuần đầu phát hành với 319.590 bản được tiêu thụ. Đây là trò chơi được xem là bán chạy nhất của Capcom tính đến tháng 10 năm 2013 với 6,5 triệu bản được tiêu thụ trên các hệ máy.
Trò chơi cũng đã nhận được nhiều đánh giá tích cực tại các trang mạng chuyên về trò chơi điện tử như tại IGN đã đánh giá trò chơi là 9/10, Gamerankings là 86/100, Gamespot là 8.5/10... Lark Anderson tại Gamespot đã viết trò chơi đã thay đổi cách chơi một cách điên cuồng đầy hưng phấn so với các tựa trước với việc "Thành công trên nền tảng trước đó của các tựa tiền nhiệm nhưng đi theo hướng khác. Với sự xuất hiện của nhân vật hỗ trợ cách chơi trở nên sâu sắc hơn và đầy kịch tính." cũng như đồ họa rất ấn tượng với từng chi tiết nhưng có thể cũng chẳng thể xếp trò chơi vào thể loại kinh dị được nữa cũng như có một số vấn đề với hệ thống góc nhìn và điều khiển. Ryan Geddes tại IGN thì đánh giá cao trí thông minh nhân tạo khi biết lúc nào cận chiến hay dùng súng hiệu quả hơn.
Dù trò chơi được đánh giá cao nhưng cũng có các chỉ trích về phân biệt chủng tộc vì "bắn vào người da đen". Takeuchi nói rằng ông và nhóm thực hiện khá ngạc nhiên với việc nảy sinh các tranh cãi này. Chris Hudak tại Gamerevolution đã gọi các tranh cãi này là "ngớ ngẩn" với nhận xét "Nếu mọi người nhận thấy cốt truyện diễn ra tại châu Phi mà vẫn có đề với màu da... thì có một khả năng khá đơn giản là bạn bị bất thường bẩm sinh".